# Undercover Cops
Undercover Cops est un jeu vidéo de type beat them all développé et édité par la société japonaise Irem sur borne d'arcade en 1992. La Super Famicom a bénéficié d'une adaptation du jeu assez fidèle d'un point de vue technique mais ne disposant pas de mode à deux joueurs.

## Scénario
En 2043 le maire d'une mégapole doit faire face à la tentative de prise de contrôle de sa ville par le Dr Clayborn. Pour ce faire, il décide d'engager des City Sweepers, des nettoyeurs qui agiront sous couvert sans aucun mandat officiel apparent, et qui se chargeront d'éliminer cette menace par tous les moyens possibles, légaux ou non. Trois individus ont été sélectionnés pour remplir cette mission, Zan, Matt et Rosa (Claude, Bubba et Flame dans la version World).

## Personnages
Les trois héros possèdent tous un passé relativement sombre, la part d'ambiguïté de leur personnalité ainsi que leur talent au combat ont motivé leur intégration dans l'équipe des City Sweepers :
- Zan Takahara, un ancien maître de karaté de 32 ans poursuivi pour avoir accidentellement tué un homme qui tentait d'agresser sa compagne ;
- Matt Gubler, un ex-footballeur de talent de 25 ans exclu de la fédération après avoir été jugé à tort comme une personne dangereuse ;
- Rosa Felmonde, une femme de 22 ans faisant partie d'un groupe d'autodéfense et qui voue une profonde haine envers les criminels depuis la mort de son petit ami.

## Système de jeu
Durant le jeu, le joueur sera amené à traverser des décors plus ou moins apocalyptiques jonchés d'ordures, de carcasses rouillées, d'immeubles désaffectés… Chaque niveau sera l'occasion d'affronter des hordes d'ennemis à l'allure peu engageante et à l'hygiène douteuse, enfin des boss viendront barrer la route du joueur avant chaque changement de niveau.
Les trois protagonistes disposent d’enchaînements pied/poing, d'une projection ainsi que d'une attaque spéciale capable d'éliminer un grand nombre d’ennemis au prix d'une petite perte d’énergie. Diverses armes originales sont disponibles, le joueur peut déterrer des piliers de béton et des poutrelles métalliques pour mieux écraser ses ennemis, des carcasses de voiture et de moto peuvent également être utilisées comme projectiles.

## Esthétique
Undercover Cops se démarque par ses graphismes très sombres, très détaillés et l’atmosphère malsaine qui se dégage de l'ensemble. La ville dépeinte est dans un profond état de délabrement, même les sprites des héros ne sont pas des plus engageants. Ce type d'univers est récurrent dans les productions signées Irem, la série R-Type en est un bel exemple avec ses décors sombres et organiques.

## Équipe de développement
- Créateur : Meeher
- Designers : Akio, Susumu, Kozo, Nob
- Programmeurs : Teroling, Danger Nao
- Son : Hiya!
- Voix des personnages : Nukegara, Muttershi, Fuku Chan, Kiki
- Équipe américaine : Steve, Drew, Max
- Publicité : S. Sakomizu

## À noter
- Les petits bonus sous la forme d'écrans de télévision posés sur le sol retransmettent l'image du premier boss du jeu R-Type.
- À la fin du jeu, le véhicule de police se déplace et réagit à la manière de Moon Patrol, un autre jeu Irem datant de 1982.
- Les personnages ont des noms, des ages, des biographies et même des enchaînements de coups légèrement différents selon la nationalité du jeu. Les décors présentent également de petites variations.